# 貝果

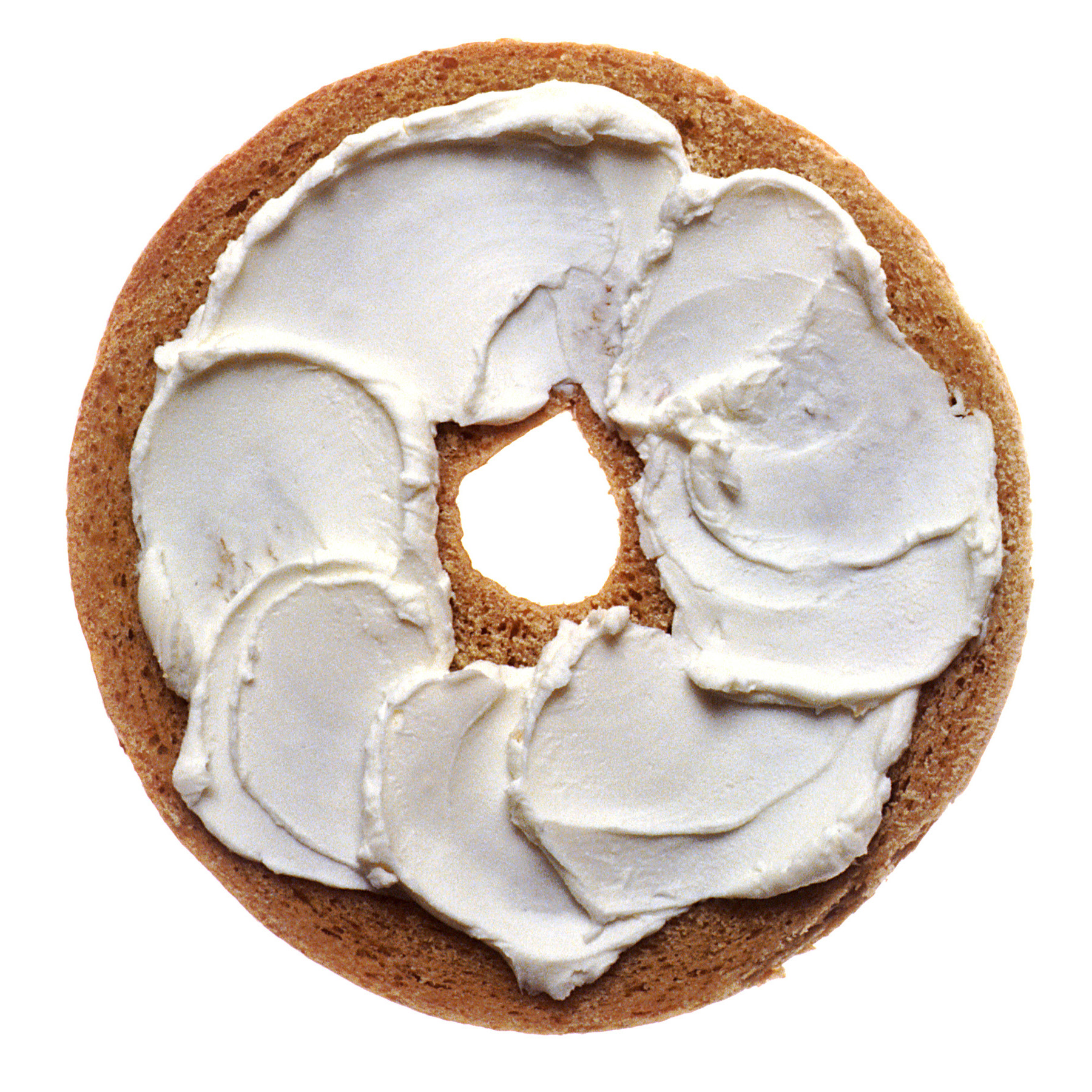
抹上乳脂乳酪的半片貝果

貝果、麪包圈、培果、焙果或百吉圈（Bagel）是一種麵包類食品，由發酵了的麵團，捏成圓環，在沸水煮過才放進烤箱，形成了充滿嚼勁的內部和色澤深厚而鬆脆的外殼。有多種配料 （例如：芝麻、罌粟籽、洋蔥等），佐以奶油芝士、煙燻鮭魚等。
由東歐的猶太人發明，並由他們帶到北美洲。貝果最初只是一團圓形的麵包，但為了方便攜帶才做成中間空心的形狀。由於這種形狀像馬鐙，因此被取名為有馬鐙意思的「貝果」。
著名的貝果產地有紐約市、蒙特利尔等。

## 历史

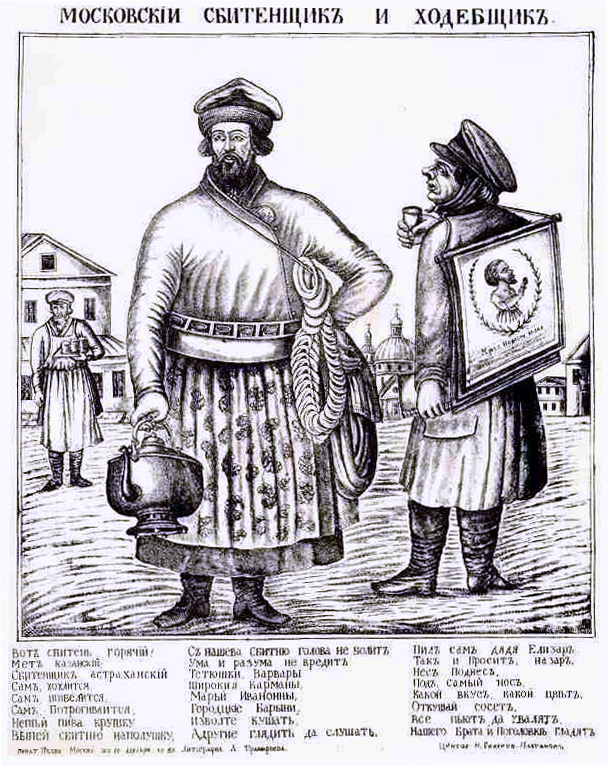
19世纪的绘画中一个卖饮料和贝果类食物的小贩（左）

关于贝果的起源，最常见的传说是为了纪念1683年波兰国王约翰三世在维也纳战役中大败奥斯曼土耳其人，所以做出马蹄形面包。这一说法很有争议。作家Leo Rosten认为，在那以前，波兰的克拉科夫市就出现了贝果，是当时在四旬期吃的食物布勃利克的变种。“贝果”一词最早出现在1610年克拉科夫市的《社区条例》上，文中提到把贝果作为礼物送给产后的妇女。16世纪到17世纪前期，贝果已经成为波兰和斯拉夫人的固定饮食。
按照《韦氏词典》，“贝果”一词源于意第绪语“beygl”的音译。这个词来自中古高地德语“böugel”，意为“环”。同一个词在在古高地德语中写作“bouc”，古英语中写作“bēag”（环）或“būgan”（弯曲、弓形）。 根据《韦氏新世界大学词典》，“贝果”的另一个词源是奥地利德语中的“beugel，指一种牛角面包。与现在德语中的“bügel”相似，意思是马镫或环。

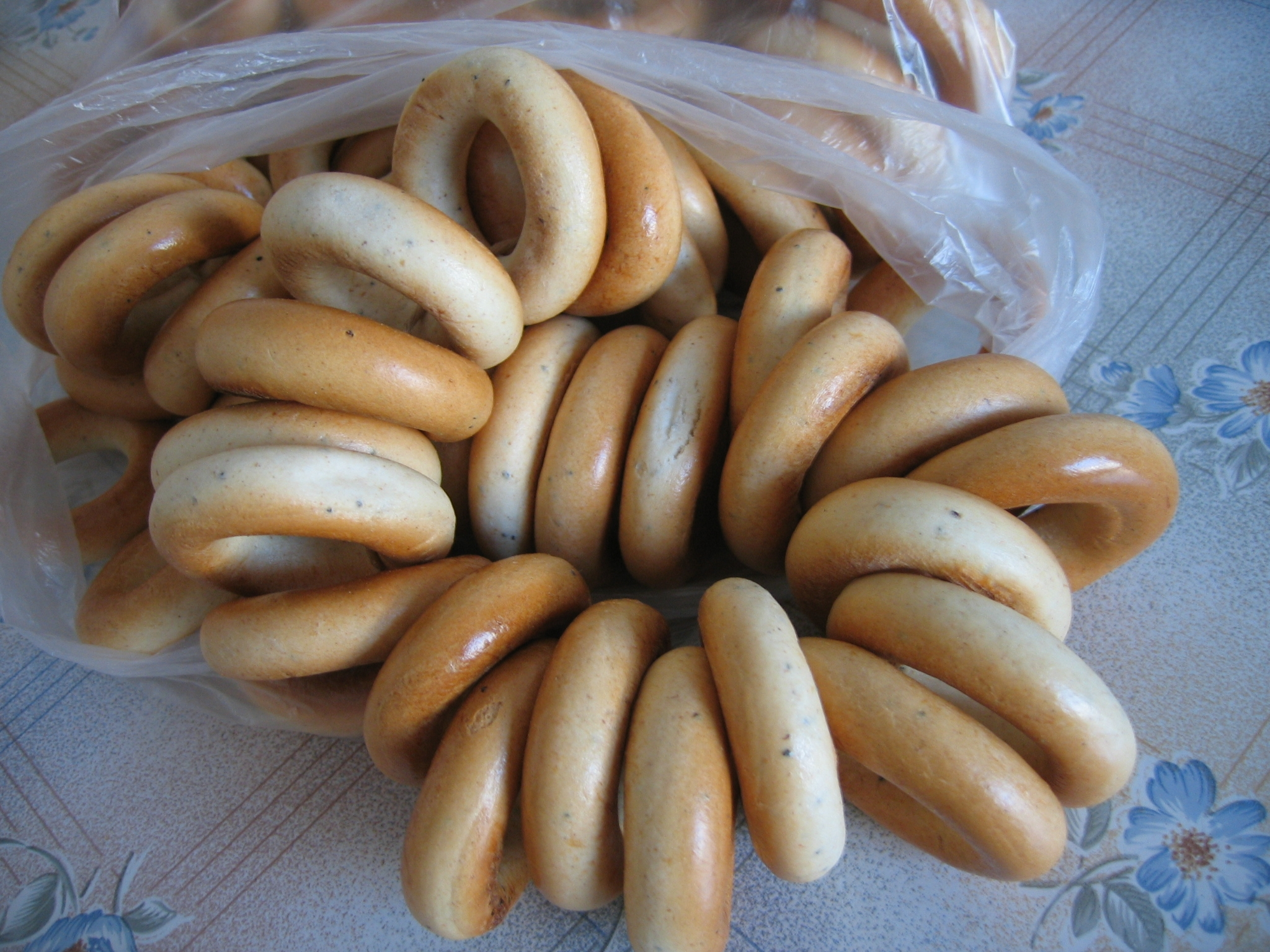
贝果的前身，波兰传统食物“布勃利克”

在英国伦敦，贝果从19世纪中叶起就被销售，称为“beigel”。面包师常把它们穿在一米长的垂直长杆上，放在橱窗里展示。
贝果被波兰裔犹太人移民带到美国，在纽约发展成蓬勃的蓬勃的连锁店。几十年来，几乎所有纽约的贝果面包师都加入同一所工会，承诺所有贝果都由手工制作。20世纪60年代，美国出现机器生产的贝果，并和冷冻分销结合起来，使贝果在20世纪后期成为北美常见的食品。
第一个把贝果带上太空的是加拿大宇航员乔治·雷格里。2008年，他把18个芝麻贝果带到国际空间站。

## 种类

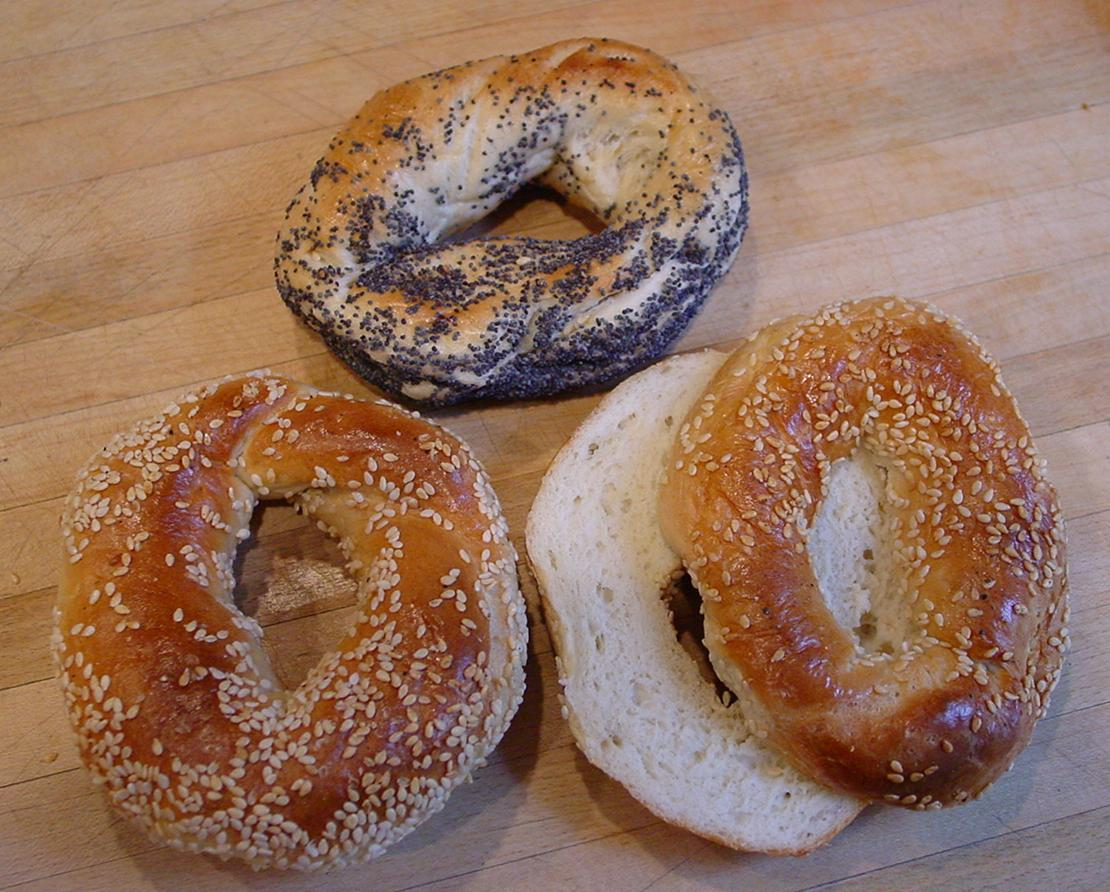
滿地可式贝果，一个罂粟种口味，两个芝麻口味

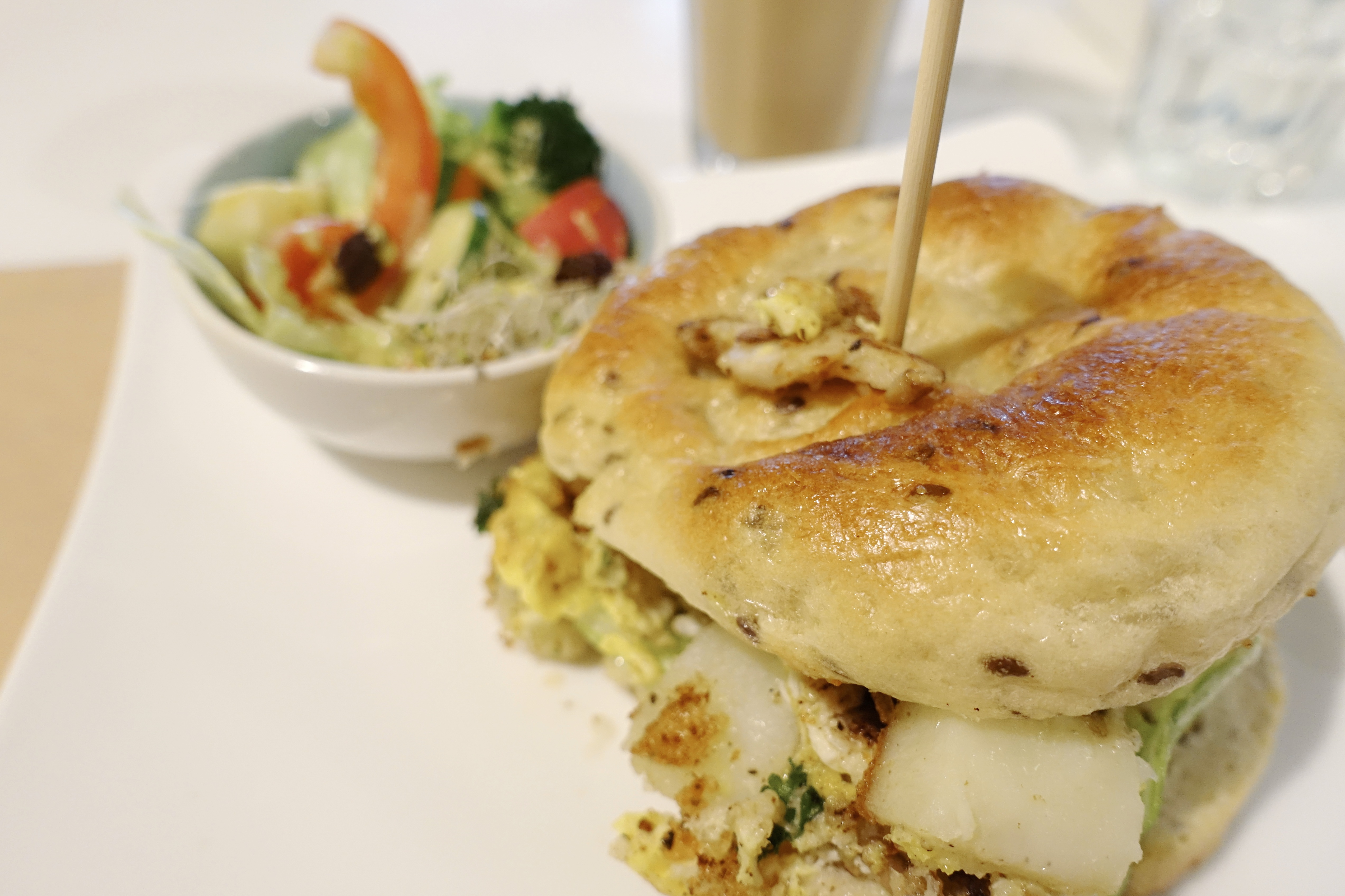
馬鈴薯炒蛋貝果三明治

在北美地区，两个最常见的贝果种类是滿地可风格和纽约风格。滿地可贝果含有麦芽糖、不加盐，先在蜂蜜水裡煮面团，再放进燃木烤箱烘烤。这种贝果主要有黑白两色，分别在上面撒罂粟种子和白芝麻。纽约贝果含有麦芽糖和盐，在水中煮面团，再放进标准烤箱烤。因此纽约贝果更蓬松，有微湿的外壳；滿地可贝果个头更小，中间的洞比较大，口感更酥脆、更甜。

## 在世界各地的贝果

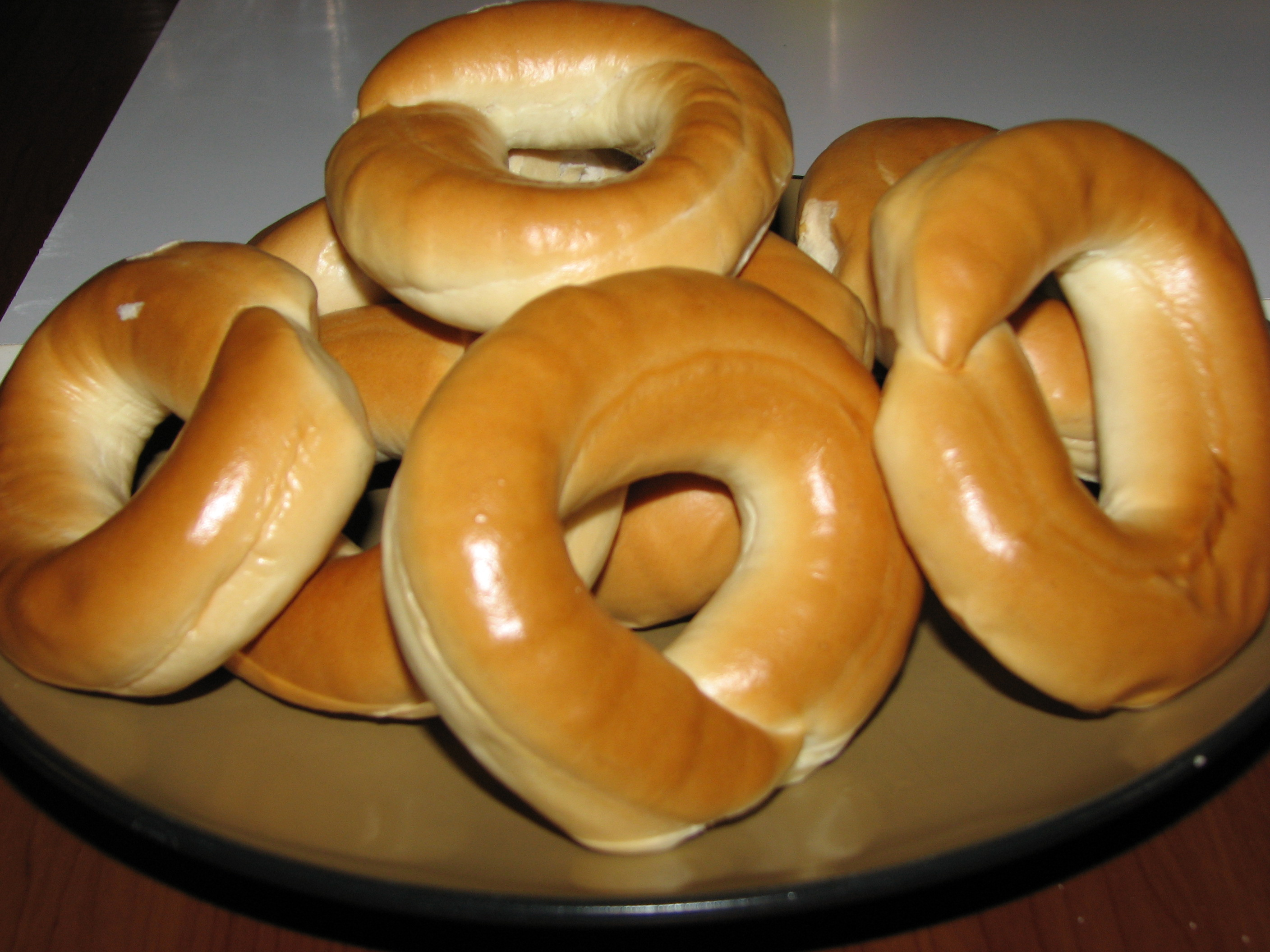
芬兰形似贝果的食物“Vesirinkeli”

在俄罗斯、白俄罗斯和乌克兰，布林克(bublik)与贝果非常相似，但是个头稍大，中间的孔也大，吃起来更乾、更有咬劲。其他东斯拉夫民族的环形面包有“baranki”（小而乾）和“sushki”（更小更乾）。
椒盐卷饼，特别是其中比较大、软的品种也和贝果很像。与贝果最大的区别是形状，以及椒盐卷饼要过一遍碱性水，使其表面黝黑光滑。
在芬兰，“vesirinkeli”是发酵过的小环面包，进烤箱之前用盐水煮一下。它们通常被当做早餐，抹黄油吃。在超市里可以买到各种鹹甜口味。
中国的福安有一种叫“光饼”或“继光饼”的食物，与贝果十分相似，但讲究“铜皮铁底棉花心”，通常用作早餐、零食。相传是由戚继光发明。
中国的新疆维吾尔族吃一种叫“疙瘩馕”的饼，中间有孔但不穿透。
现在无法确定欧洲和亚洲的贝果是各自独立产生，还是谁借鉴了另一方。
土耳其有一种叫“simit”的环形芝麻饼，有时被当做当地的贝果。20世纪初，波兰有一种面团扭曲、散满芝麻的贝果，和simit很像。
在奥地利的一些地区，人们在复活节前几周吃名为“beugel”的环形点心。这种食品的做法和贝果很像，只是含水量更少，更脆，可以保存几星期。传统上，吃“beugel”要掰开，由两人分食。
在罗马尼亚，最受欢迎的贝果上要加罂粟种子、 芝麻或粗盐，配方中不包含任何甜味剂。它们被命名为“covrigi”。
日本的第一个犹太风格贝果店于1989年从纽约傳入。